# لارین بوث

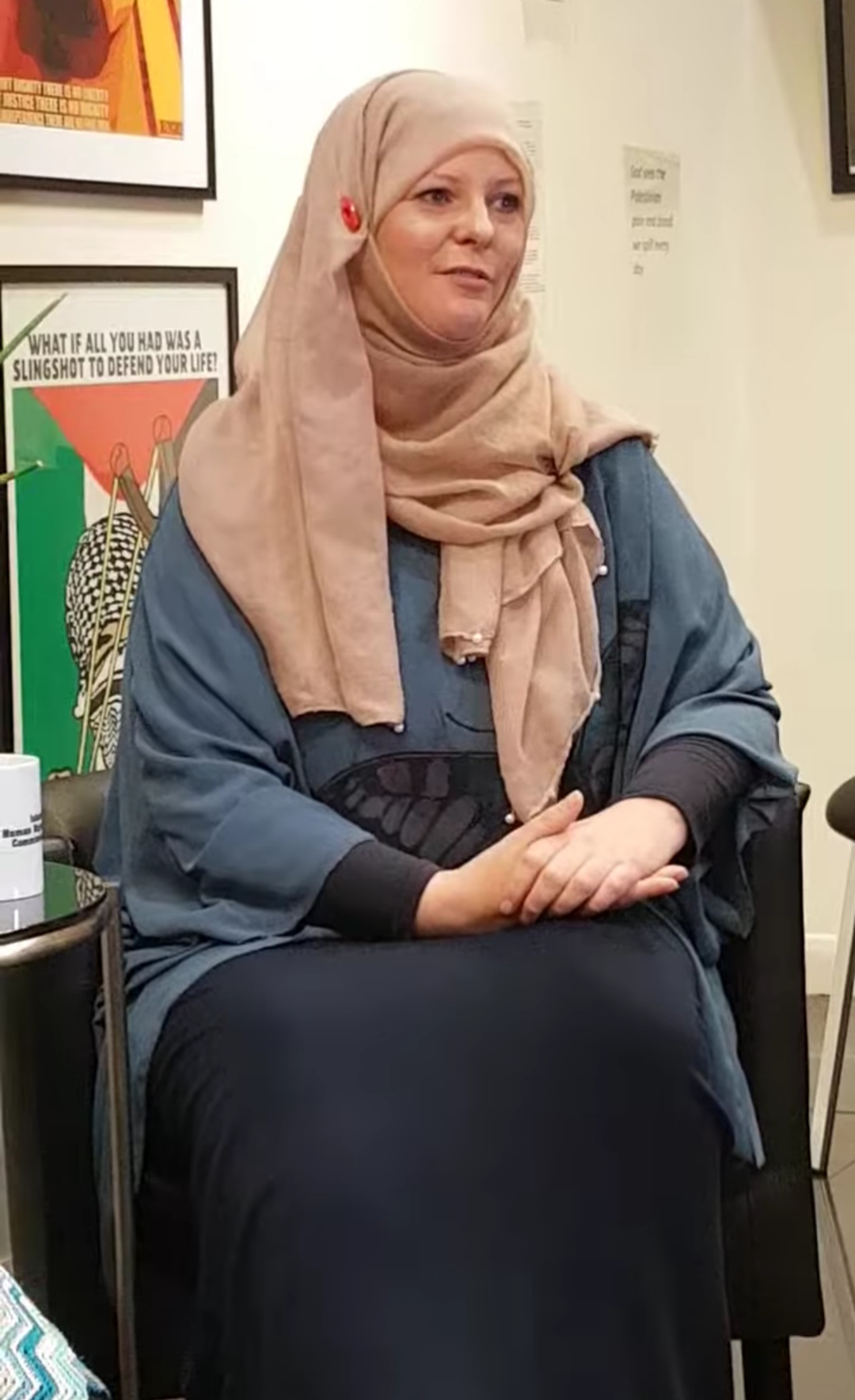
لارین بوث، گوینده بریتانیایی پرس تی‌وی، ۲۰۱۸

لارین بوث (لورن بوث یا لارن بوث)، (به انگلیسی: Lauren Booth) (زاده ۱۹۶۷، اسلینگتون لندن) گوینده، روزنامه‌نگار و فعال حقوق بشر بریتانیایی است. او در حال حاضر برای پرس تی‌وی، کار می‌کند. وی خواهر ناتنی چری بلر، همسر تونی بلر، نخست‌وزیر سابق بریتانیا است.

## پذیرش اسلام
وی طی سفری به ایران در سال ۱۳۸۹مسلمان شد. لارین که با «پرس تی‌وی» و روزنامه «دیلی میل» همکاری می‌کند، برای پوشش خبری راه‌پیمایی روز قدس برای پرس تی‌وی به ایران سفر کرده بود و در تهران به سر می‌برد، بدنبال آن وی سفری کوتاه به اصفهان هم داشته که در قم توقف نموده و از حرم فاطمه معصومه، خواهر امام هشتم شیعیان علی بن موسی الرضا در شهر قم، زیارت کرده بود و در حرم آرامش و صفای عجیبی را تجربه کرده بود که برای همیشه او را تغییر داده بود، پس از این زیارت بود که خبر مسلمان شدنش رسانه‌ای شد. او از پرواز تهران به لندن با حجاب پیاده شده بود و شرب خمر و سیگار کشیدن را متوقف کرد. قبل از اعلام با مادر و دو دخترش که ۱۰ ساله و ۸ ساله بودند در میان گذاشت و همه احساس خشنودی کرده بودند او یک ماه پس از مسلمان شدنش، آن‌ را اعلام عمومی کرد.
وی از اعلام گرایش به شاخه‌ای خاص از اسلام خودداری کرده‌است و در واکنش به اعلام خبر العربیه یادآور شده‌است: «من پس از بازگشتم از سفر ایران مسلمان شده‌ام اما شیعه نشده‌ام، من در ایران مسلمان نشدم اما شبکه العربیه به دروغ اعلام کرد که من شیعه شده‌ام». قبل از آنکه بوث به ایران سفر کند تا حدودی با اسلام موافق بود و بسیاری از وقت خود را در خصوص موضوع فلسطین صرف می‌کرد.
بوث تأکید کرده‌است: «من همیشه از قدرت و تسلی که اسلام به انسانها می‌داد شگفت‌زده می‌شدم». وی گفته‌است که نمی‌گویم می‌خواهم شیعه باشم یا سنی، چون برای من تنها یک خدا وجود دارد و یک اسلام.